# Вочь (приток Вохмы)
Вочь — река в Павинском и Вохомском районах Костромской области России, правый приток Вохмы. Длина реки составляет 119 км, площадь водосборного бассейна — 1030 км². Высота устья — 126 м над уровнем моря.
Исток Вочи находится в заболоченных лесах на границе с Вологодской областью в 20 км к северо-западу от села Павино. Генеральное направление течения в верховьях юг, затем восток. На реке расположен районный центр село Павино (Георгиевское-на-Вочи) и многочисленные деревни Павинского и Вохомского районов. Впадает в Вохму ниже деревни Петрушенки в 25 к северу от посёлка Вохма.

## Данные водного реестра
По данным государственного водного реестра России относится к Верхневолжскому бассейновому округу, водохозяйственный участок реки — Ветлуга от истока до города Ветлуга, речной подбассейн реки — Волга от впадения Оки до Куйбышевского водохранилища (без бассейна Суры). Речной бассейн реки — (Верхняя) Волга до Куйбышевского водохранилища (без бассейна Оки).
Код объекта в государственном водном реестре — 08010400112110000041165.

### Притоки (км от устья)
- 3,5 км: река Кортюг (лв)
- 5,7 км: река без названия (пр)
- руч. Мешковский (пр)
- руч. Зеленин (пр)
- 24 км: река Доровица (лв)
- 27 км: река Зорина (пр)
- 33 км: река Середняя (пр)
- Векошница (пр)
- 42 км: река Берёзовка (лв)
- 56 км: река Кузюг (пр)
- Волмыш (пр)
- 78 км: река Пызмас (лв)
- Барабаниха (пр)
- Козлы (лв)
- 85 км: река Медведица (лв)
- Высокая (лв)
- Талушка (пр)
- Рассоха (пр)
- Пасница (пр)
- Чернушка (пр)